# Stan Hepton
Stan Hepton, all'anagrafe Stanley Hepton (Leeds, 3 dicembre 1932 – Leeds, 15 aprile 2017) è stato un calciatore inglese, di ruolo attaccante.

## Carriera
Dopo aver giocato nelle giovanili dei dilettanti dell'Ashley Road nel 1952 va a giocare al Blackpool, club della prima divisione inglese, con il quale nella stagione 1952-1953 oltre a vincere una FA Cup esordisce tra i professionisti, segnando anche una rete nella sua partita di esordio nella prima divisione inglese (che rimane anche la sua unica presenza stagionale in campionato). Rimane in rosa con i Tangerines per ulteriori quattro stagioni, tutte in prima divisione, giocando però in modo molto sporadico (e venendo invece spesso aggregato alle riserve): di fatto, l'unica stagione in cui viene schierato in campo con un minimo di continuità è la 1954-1955, nella quale è autore di 2 reti in 5 partite di campionato (e di fatto ad eccezione di un'unica presenza ottenuta nella stagione 1956-1957 è anche l'unica in cui gioca in campionato). Nel 1956, dopo complessive 3 reti in 6 presenze in prima divisione nell'arco di cinque stagioni, scende in seconda divisione all'Huddersfield Town: anche qui non riesce però a trovare continuità di impiego, giocando di fatto solamente 6 partite di campionato (nelle quali segna anche una rete) nell'arco di due stagioni consecutive; dopo una stagione (14 presenze e 3 reti in campionato) in terza divisione al Bury nel 1960 va a giocare al Rochdale: qui per la prima volta in carriera viene schierato in campo con regolarità, segnando in totale 21 reti in 149 partite di campionato giocate nel corso di quattro anni, tutti trascorsi in quarta divisione. Nella stagione 1961-1962 il club nerazzurro raggiunge (e perde con un complessivo 4-0 tra andata e ritorno) la finale di Coppa di Lega contro il Norwich City (peraltro un club di seconda divisione), diventando il primo club di quarta divisione a raggiungere la finale di una coppa nazionale inglese (si tratta inoltre in generale anche della prima finale di una coppa nella storia del Rochdale): Hepton scende in campo nella partita di andata della finale, persa per 3-0 in casa. Nel 1964 passa infine al Southport, altro club di quarta divisione, dove rimane per una stagione mettendo a segno 2 reti in 22 partite di campionato giocate; chiude infine la carriera con i semiprofessionisti del Northwich Victoria.
In carriera ha totalizzato complessivamente 198 presenze e 30 reti nei campionati della Football League; pur essendo la maggior parte in quarta divisione, è riuscito in realtà a segnare almeno una rete in ciascuna delle quattro divisioni della Lega stessa.

## Palmarès

### Club

#### Competizioni nazionali
- Coppa d'Inghilterra: 1

Blackpool: 1952-1953